# Équipe du Brésil de football à la Coupe du monde 2018
Cet article relate le parcours de l’équipe du Brésil de football lors de la Coupe du monde de football 2018 organisée en Russie du 14 juin au 15 juillet 2018.

## Qualifications

### Poule unique
| Rang | Équipe    | Pts | J  | G  | N | P  | Bp | Bc | Diff |  | Résultats (▼ dom., ► ext.) |     |     |     |     |     |     |     |     |     |     |
| ---- | --------- | --- | -- | -- | - | -- | -- | -- | ---- |  | -------------------------- | --- | --- | --- | --- | --- | --- | --- | --- | --- | --- |
| 1    | Brésil    | 41  | 18 | 12 | 5 | 1  | 41 | 11 | +30  |  | Brésil                     |     | 2-2 | 3-0 | 2-1 | 3-0 | 3-0 | 3-0 | 2-0 | 5-0 | 3-1 |
| 2    | Uruguay   | 31  | 18 | 9  | 4 | 5  | 32 | 20 | +12  |  | Uruguay                    | 1-4 |     | 0-0 | 3-0 | 1-0 | 3-0 | 4-0 | 2-1 | 4-2 | 3-0 |
| 3    | Argentine | 28  | 18 | 7  | 7 | 4  | 19 | 16 | +3   |  | Argentine                  | 1-1 | 1-0 |     | 3-0 | 0-0 | 1-0 | 0-1 | 0-2 | 2-0 | 1-1 |
| 4    | Colombie  | 27  | 18 | 7  | 6 | 5  | 21 | 19 | +2   |  | Colombie                   | 1-1 | 2-2 | 0-1 |     | 2-0 | 0-0 | 1-2 | 3-1 | 1-0 | 2-0 |
| 5    | Pérou     | 26  | 18 | 7  | 5 | 6  | 27 | 26 | +1   |  | Pérou                      | 0-2 | 2-1 | 2-2 | 1-1 |     | 3-4 | 1-0 | 2-1 | 2-1 | 2-2 |
| 6    | Chili     | 26  | 18 | 8  | 2 | 8  | 26 | 27 | -1   |  | Chili                      | 2-0 | 3-1 | 1-2 | 1-1 | 2-1 |     | 0-3 | 2-1 | 3-0 | 3-1 |
| 7    | Paraguay  | 24  | 18 | 7  | 3 | 8  | 19 | 25 | -6   |  | Paraguay                   | 2-2 | 1-2 | 0-0 | 0-1 | 1-4 | 2-1 |     | 2-1 | 2-1 | 0-1 |
| 8    | Équateur  | 20  | 18 | 6  | 2 | 10 | 25 | 26 | -1   |  | Équateur                   | 0-3 | 2-1 | 1-3 | 0-2 | 1-2 | 3-0 | 2-2 |     | 2-0 | 3-0 |
| 9    | Bolivie   | 14  | 18 | 4  | 2 | 12 | 16 | 38 | -22  |  | Bolivie                    | 0-0 | 0-2 | 2-0 | 2-3 | 0-3 | 1-0 | 1-0 | 2-2 |     | 4-2 |
| 10   | Venezuela | 12  | 18 | 2  | 6 | 10 | 19 | 35 | -16  |  | Venezuela                  | 0-2 | 0-0 | 2-2 | 0-0 | 2-2 | 1-4 | 0-1 | 1-3 | 5-0 |     |

## Préparation

### Matchs de préparation à la Coupe du monde
Détail des matchs amicaux
| Match amical               | Japon      | 1 – 3   | Brésil                                      | Stade Pierre Mauroy, Villeneuve-d'Ascq          |                                                 |
| 10 novembre 2017 13h00 HEC | Makino 61e | (0 - 3) | 10e (pen.) Neymar · 18e Marcelo · 36e Jesus | Spectateurs : 16 920 Arbitrage : Benoît Bastien | Spectateurs : 16 920 Arbitrage : Benoît Bastien |

| Match amical               | Angleterre | 0 – 0   | Brésil | Wembley Stadium, Londres                           |                                                    |
| 14 novembre 2017 21h00 HEC |            | (0 - 0) |        | Spectateurs : 84 595 Arbitrage : Artur Soares Dias | Spectateurs : 84 595 Arbitrage : Artur Soares Dias |

| Match amical           | Russie | 0 – 3   | Brésil                                           | Stade Loujniki, Moscou       |                              |
| 23 mars 2018 17h00 HEC |        | (0 - 0) | 53e Miranda · 62e (pen.) Coutinho · 66e Paulinho | Arbitrage : Aleksei Kulbakov | Arbitrage : Aleksei Kulbakov |

| Match amical           | Allemagne | 0 – 1   | Brésil    | Stade olympique de Berlin, Berlin               |                                                 |
| 27 mars 2018 20h45 HEC |           | (0 - 1) | 37e Jesus | Spectateurs : 72 717 Arbitrage : Jonas Eriksson | Spectateurs : 72 717 Arbitrage : Jonas Eriksson |

| Match amical          | Brésil                     | 2 – 0   | Croatie | Anfield, Liverpool         |                            |
| 3 juin 2018 16h00 HEC | Neymar 69e · Firmino 90+4e | (0 - 0) |         | Arbitrage : Michael Oliver | Arbitrage : Michael Oliver |

| Match amical           | Autriche | 0 – 3   | Brésil                                | Stade Ernst-Happel, Vienne |                           |
| 10 juin 2018 16h00 HEC |          | (0 - 1) | 36e Jesus · 63e Neymar · 69e Coutinho | Arbitrage : Viktor Kassai  | Arbitrage : Viktor Kassai |

## Effectif
L'effectif du Brésil, est dévoilé le 14 mai 2018.
| Numéro / Nom       | Numéro / Nom      | Club                 | Date de naissance et âge*  | J.              | Buts            |                 |                 |                 |
| Gardiens de but    | Gardiens de but   | Gardiens de but      | Gardiens de but            | Gardiens de but | Gardiens de but | Gardiens de but | Gardiens de but | Gardiens de but |
| ------------------ | ----------------- | -------------------- | -------------------------- | --------------- | --------------- | --------------- | --------------- | --------------- |
| 01                 | Alisson           | AS Rome              | 2 octobre 1992 (25 ans)    | 5               | 0               | 0               | 0               | 0               |
| 16                 | Cássio            | Corinthians          | 6 juin 1987 (31 ans)       | 0               | 0               | 0               | 0               | 0               |
| 23                 | Ederson           | Manchester City      | 17 août 1993 (24 ans)      | 0               | 0               | 0               | 0               | 0               |
| Défenseurs         |                   |                      |                            |                 |                 |                 |                 |                 |
| 02                 | Thiago Silva      | Paris Saint-Germain  | 22 août 1984 (33 ans)      | 5               | 1               | 0               | 0               | 0               |
| 03                 | Miranda           | Inter Milan          | 7 septembre 1984 (33 ans)  | 5               | 0               | 0               | 0               | 0               |
| 04                 | Pedro Geromel     | Grêmio               | 21 septembre 1985 (32 ans) | 0               | 0               | 0               | 0               | 0               |
| 06                 | Filipe Luís       | Atlético Madrid      | 9 août 1985 (32 ans)       | 2               | 0               | 1               | 0               | 0               |
| 12                 | Marcelo           | Real Madrid          | 12 mai 1988 (30 ans)       | 4               | 0               | 0               | 0               | 0               |
| 13                 | Marquinhos        | Paris Saint-Germain  | 14 mai 1994 (24 ans)       | 1               | 0               | 0               | 0               | 0               |
| 14                 | Danilo            | Manchester City      | 15 juillet 1991 (26 ans)   | 1               | 0               | 0               | 0               | 0               |
| 22                 | Fagner            | Corinthians          | 11 juin 1989 (29 ans)      | 4               | 0               | 1               | 0               | 0               |
| Milieux de terrain |                   |                      |                            |                 |                 |                 |                 |                 |
| 05                 | Casemiro          | Real Madrid          | 23 février 1992 (26 ans)   | 4               | 0               | 2               | 0               | 0               |
| 08                 | Renato Augusto    | Beijing Sinobo Guoan | 8 février 1988 (30 ans)    | 3               | 1               | 0               | 0               | 0               |
| 11                 | Philippe Coutinho | FC Barcelone         | 12 juin 1992 (26 ans)      | 5               | 2               | 1               | 0               | 0               |
| 15                 | Paulinho          | FC Barcelone         | 25 août 1988 (29 ans)      | 5               | 1               | 0               | 0               | 0               |
| 17                 | Fernandinho       | Manchester City      | 4 mai 1985 (33 ans)        | 5               | 0               | 1               | 0               | 0               |
| 18                 | Fred              | Manchester United    | 5 mars 1993 (25 ans)       | 0               | 0               | 0               | 0               | 0               |
| 19                 | Willian           | Chelsea FC           | 9 août 1988 (29 ans)       | 5               | 0               | 0               | 0               | 0               |
| Attaquants         |                   |                      |                            |                 |                 |                 |                 |                 |
| 07                 | Douglas Costa     | Juventus FC          | 14 septembre 1990 (27 ans) | 2               | 0               | 0               | 0               | 0               |
| 09                 | Gabriel Jesus     | Manchester City      | 3 mars 1997 (21 ans)       | 5               | 0               | 0               | 0               | 0               |
| 10                 | Neymar            | Paris Saint-Germain  | 5 février 1992 (26 ans)    | 5               | 2               | 1               | 0               | 0               |
| 20                 | Roberto Firmino   | Liverpool FC         | 2 octobre 1991 (26 ans)    | 4               | 1               | 0               | 0               | 0               |
| 21                 | Taison            | Chakhtar Donetsk     | 13 janvier 1988 (30 ans)   | 0               | 0               | 0               | 0               | 0               |
| Sélectionneur      |                   |                      |                            |                 |                 |                 |                 |                 |
|                    | Tite              |                      | 25 mai 1961 (57 ans)       |                 |                 |                 |                 |                 |

* NB : Les âges sont calculés au début de la Coupe du monde 2018, le 14 juin 2018.

## Coupe du monde

### Premier tour - Groupe E
|   | Équipe     | Pts | J | G | N | P | Bp | Bc | Diff |
| 1 | Brésil     | 7   | 3 | 2 | 1 | 0 | 5  | 1  | +4   |
| 2 | Suisse     | 5   | 3 | 1 | 2 | 0 | 5  | 4  | +1   |
| 3 | Serbie     | 3   | 3 | 1 | 0 | 2 | 2  | 4  | -2   |
| 4 | Costa Rica | 1   | 3 | 0 | 1 | 2 | 2  | 5  | -3   |

| 9  | 17 juin 2018 | Brésil     | 1 - 1 | Suisse     |
| 10 | 17 juin 2018 | Costa Rica | 0 - 1 | Serbie     |
| 25 | 22 juin 2018 | Brésil     | 2 - 0 | Costa Rica |
| 26 | 22 juin 2018 | Serbie     | 1 - 2 | Suisse     |
| 41 | 27 juin 2018 | Serbie     | 0 - 2 | Brésil     |
| 42 | 27 juin 2018 | Suisse     | 2 - 2 | Costa Rica |

#### Brésil - Suisse
| Match 9                                                  | Brésil                | 1 - 1   | Suisse                              | Rostov Arena, Rostov-sur-le-Don                     |                                                     |
| 17 juin 2018 · 21:00 (UTC+3) · Historique des rencontres | Philippe Coutinho 20e | (1 - 0) | 50e Steven Zuber (Xherdan Shaqiri ) | Spectateurs : 43 109 Arbitrage : César Arturo Ramos | Spectateurs : 43 109 Arbitrage : César Arturo Ramos |
| 17 juin 2018 · 21:00 (UTC+3) · Historique des rencontres | Rapport               |         |                                     | Spectateurs : 43 109 Arbitrage : César Arturo Ramos | Spectateurs : 43 109 Arbitrage : César Arturo Ramos |

| Brésil | Suisse |

| BRÉSIL :        |    |                   |     |     |
|                 |    |                   |     |     |
| Gardien de but  | 01 | Alisson           |     |     |
|                 | 14 | Danilo            |     |     |
|                 | 02 | Thiago Silva      |     |     |
|                 | 03 | Miranda           |     |     |
|                 | 12 | Marcelo           |     |     |
|                 | 05 | Casemiro          | 47e | 60e |
|                 | 15 | Paulinho          |     | 67e |
|                 | 19 | Willian           |     |     |
|                 | 11 | Philippe Coutinho |     |     |
|                 | 10 | Neymar            |     |     |
|                 | 09 | Gabriel Jesus     |     | 79e |
| Remplaçants :   |    |                   |     |     |
|                 | 17 | Fernandinho       |     | 60e |
|                 | 08 | Renato Augusto    |     | 67e |
|                 | 20 | Roberto Firmino   |     | 79e |
| Sélectionneur : |    |                   |     |     |
| Tite            |    |                   |     |     |

| SUISSE :          |    |                      |     |     |
|                   |    |                      |     |     |
| Gardien de but    | 01 | Yann Sommer          |     |     |
|                   | 02 | Stephan Lichtsteiner | 31e | 87e |
|                   | 22 | Fabian Schär         | 65e |     |
|                   | 05 | Manuel Akanji        |     |     |
|                   | 13 | Ricardo Rodríguez    |     |     |
|                   | 11 | Valon Behrami        | 68e | 71e |
|                   | 10 | Granit Xhaka         |     |     |
|                   | 23 | Xherdan Shaqiri      |     |     |
|                   | 15 | Blerim Džemaili      |     |     |
|                   | 14 | Steven Zuber         |     |     |
|                   | 09 | Haris Seferović      |     | 80e |
| Remplaçants :     |    |                      |     |     |
|                   | 17 | Denis Zakaria        |     | 71e |
|                   | 07 | Breel Embolo         |     | 80e |
|                   | 06 | Michael Lang         |     | 87e |
| Sélectionneur :   |    |                      |     |     |
| Vladimir Petković |    |                      |     |     |

| Assistants : Marvin Torrentera Miguel Hernández Quatrième arbitre : John Pitti Cinquième arbitre : Gabriel Victoria Arbitre vidéo : Paolo Valeri Assistants arbitre vidéo : Mauro Vigliano Elenito Di Liberatore Gianluca Rocchi Homme du Match : Philippe Coutinho |

#### Brésil - Costa Rica
| Match 25                                                 | Brésil                                                                   | 2 - 0   | Costa Rica | Stade Krestovski, Saint-Pétersbourg            |                                                |
| 22 juin 2018 · 15:00 (UTC+3) · Historique des rencontres | ( Gabriel Jesus) Philippe Coutinho 90+1e · ( Douglas Costa) Neymar 90+7e | (0 - 0) |            | Spectateurs : 64 468 Arbitrage : Björn Kuipers | Spectateurs : 64 468 Arbitrage : Björn Kuipers |
| 22 juin 2018 · 15:00 (UTC+3) · Historique des rencontres | Rapport                                                                  |         |            | Spectateurs : 64 468 Arbitrage : Björn Kuipers | Spectateurs : 64 468 Arbitrage : Björn Kuipers |

| Brésil | Costa Rica |

| BRÉSIL :        |    |                   |     |       |
|                 |    |                   |     |       |
| Gardien de but  | 01 | Alisson           |     |       |
|                 | 22 | Fagner            |     |       |
|                 | 02 | Thiago Silva      |     |       |
|                 | 03 | Miranda           |     |       |
|                 | 12 | Marcelo           |     |       |
|                 | 05 | Casemiro          |     |       |
|                 | 15 | Paulinho          |     | 68e   |
|                 | 19 | Willian           |     | 46e   |
|                 | 11 | Philippe Coutinho | 81e |       |
|                 | 10 | Neymar            | 81e |       |
|                 | 09 | Gabriel Jesus     |     | 90+3e |
| Remplaçants :   |    |                   |     |       |
|                 | 07 | Douglas Costa     |     | 46e   |
|                 | 20 | Roberto Firmino   |     | 68e   |
|                 | 17 | Fernandinho       |     | 90+3e |
| Sélectionneur : |    |                   |     |       |
| Tite            |    |                   |     |       |

| COSTA RICA :    |    |                    |     |     |
|                 |    |                    |     |     |
| Gardien de but  | 01 | Keylor Navas       |     |     |
|                 | 02 | Jhonny Acosta      | 84e |     |
|                 | 03 | Giancarlo González |     |     |
|                 | 06 | Óscar Duarte       |     |     |
|                 | 16 | Cristian Gamboa    |     | 75e |
|                 | 08 | Bryan Oviedo       |     |     |
|                 | 20 | David Guzmán       |     | 83e |
|                 | 05 | Celso Borges       |     |     |
|                 | 11 | Johan Venegas      |     |     |
|                 | 10 | Bryan Ruiz         |     |     |
|                 | 21 | Marco Ureña        |     | 54e |
| Remplaçants :   |    |                    |     |     |
|                 | 07 | Christian Bolaños  |     | 54e |
|                 | 15 | Francisco Calvo    |     | 75e |
|                 | 17 | Yeltsin Tejeda     |     | 83e |
| Sélectionneur : |    |                    |     |     |
| Oscar Ramírez   |    |                    |     |     |

| Assistants : Sander van Roekel Erwin Zeinstra Quatrième arbitre : Damir Skomina Cinquième arbitre : Jure Praprotnik Arbitre vidéo : Danny Makkelie Assistants arbitre vidéo : Artur Soares Dias Joe Fletcher Mark Geiger Homme du Match : Philippe Coutinho |

#### Serbie - Brésil
| Match 41                                                 | Serbie  | 0 - 2   | Brésil                                                         | Stade du Spartak, Moscou                         |                                                  |
| 27 juin 2018 · 21:00 (UTC+3) · Historique des rencontres |         | (0 - 1) | 36e Paulinho (Philippe Coutinho ) · 68e Thiago Silva (Neymar ) | Spectateurs : 44 190 Arbitrage : Alireza Faghani | Spectateurs : 44 190 Arbitrage : Alireza Faghani |
| 27 juin 2018 · 21:00 (UTC+3) · Historique des rencontres | Rapport |         |                                                                | Spectateurs : 44 190 Arbitrage : Alireza Faghani | Spectateurs : 44 190 Arbitrage : Alireza Faghani |

| Serbie | Brésil |

| SERBIE :        |    |                         |     |     |
|                 |    |                         |     |     |
| Gardien de but  | 01 | Vladimir Stojković      |     |     |
|                 | 02 | Antonio Rukavina        |     |     |
|                 | 15 | Nikola Milenković       |     |     |
|                 | 13 | Miloš Veljković         |     |     |
|                 | 11 | Aleksandar Kolarov      |     |     |
|                 | 21 | Nemanja Matić           | 48e |     |
|                 | 20 | Sergej Milinković-Savić |     |     |
|                 | 10 | Dušan Tadić             |     |     |
|                 | 22 | Adem Ljajić             | 33e | 75e |
|                 | 17 | Filip Kostić            |     | 82e |
|                 | 09 | Aleksandar Mitrović     | 70e | 89e |
| Remplaçants :   |    |                         |     |     |
|                 | 07 | Andrija Živković        |     | 75e |
|                 | 18 | Nemanja Radonjić        |     | 82e |
|                 | 19 | Luka Jović              |     | 89e |
| Sélectionneur : |    |                         |     |     |
| Mladen Krstajić |    |                         |     |     |

| BRÉSIL :        |    |                   |  |     |
|                 |    |                   |  |     |
| Gardien de but  | 01 | Alisson           |  |     |
|                 | 22 | Fagner            |  |     |
|                 | 02 | Thiago Silva      |  |     |
|                 | 03 | Miranda           |  |     |
|                 | 12 | Marcelo           |  | 10e |
|                 | 15 | Paulinho          |  | 66e |
|                 | 05 | Casemiro          |  |     |
|                 | 19 | Willian           |  |     |
|                 | 11 | Philippe Coutinho |  | 80e |
|                 | 10 | Neymar            |  |     |
|                 | 09 | Gabriel Jesus     |  |     |
| Remplaçants :   |    |                   |  |     |
|                 | 06 | Filipe Luís       |  | 10e |
|                 | 17 | Fernandinho       |  | 66e |
|                 | 08 | Renato Augusto    |  | 80e |
| Sélectionneur : |    |                   |  |     |
| Tite            |    |                   |  |     |

| Assistants : Reza Sokhandan Mohammadreza Mansouri Quatrième arbitre : Jair Marrufo Cinquième arbitre : Anouar Hmila Arbitre vidéo : Massimiliano Irrati Assistants arbitre vidéo : Paweł Gil Paweł Sokolnicki Paolo Valeri Homme du Match : Paulinho |

### Huitième de finale

#### Brésil - Mexique
| Match 53                                                   | Brésil                                      | 2 - 0   | Mexique | Samara Arena, Samara                             |                                                  |
| 2 juillet 2018 · 18:00 (UTC+4) · Historique des rencontres | ( Willian) Neymar 51e · Roberto Firmino 88e | (0 - 0) |         | Spectateurs : 41 970 Arbitrage : Gianluca Rocchi | Spectateurs : 41 970 Arbitrage : Gianluca Rocchi |
| 2 juillet 2018 · 18:00 (UTC+4) · Historique des rencontres | Rapport                                     |         |         | Spectateurs : 41 970 Arbitrage : Gianluca Rocchi | Spectateurs : 41 970 Arbitrage : Gianluca Rocchi |

| Brésil | Mexique |

| BRÉSIL :        |    |                   |     |       |
|                 |    |                   |     |       |
| Gardien de but  | 01 | Alisson           |     |       |
|                 | 22 | Fagner            |     |       |
|                 | 02 | Thiago Silva      |     |       |
|                 | 03 | Miranda           |     |       |
|                 | 06 | Filipe Luís       | 43e |       |
|                 | 15 | Paulinho          |     | 80e   |
|                 | 05 | Casemiro          | 59e |       |
|                 | 19 | Willian           |     | 90+1e |
|                 | 11 | Philippe Coutinho |     | 86e   |
|                 | 10 | Neymar            |     |       |
|                 | 09 | Gabriel Jesus     |     |       |
| Remplaçants :   |    |                   |     |       |
|                 | 17 | Fernandinho       |     | 80e   |
|                 | 20 | Roberto Firmino   |     | 86e   |
|                 | 13 | Marquinhos        |     | 90+1e |
| Sélectionneur : |    |                   |     |       |
| Tite            |    |                   |     |       |

| MEXIQUE :          |    |                     |       |     |
|                    |    |                     |       |     |
| Gardien de but     | 13 | Guillermo Ochoa     |       |     |
|                    | 21 | Edson Álvarez       | 38e   | 55e |
|                    | 02 | Hugo Ayala          |       |     |
|                    | 03 | Carlos Salcedo      | 77e   |     |
|                    | 23 | Jesús Gallardo      |       |     |
|                    | 16 | Héctor Herrera      | 55e   |     |
|                    | 04 | Rafael Márquez      |       | 46e |
|                    | 18 | Andrés Guardado     | 90+2e |     |
|                    | 11 | Carlos Vela         |       |     |
|                    | 14 | Javier Hernández    |       | 60e |
|                    | 22 | Hirving Lozano      |       |     |
| Remplaçants :      |    |                     |       |     |
|                    | 07 | Miguel Layún        |       | 46e |
|                    | 06 | Jonathan dos Santos |       | 55e |
|                    | 09 | Raúl Jiménez        |       | 60e |
| Sélectionneur :    |    |                     |       |     |
| Juan Carlos Osorio |    |                     |       |     |

| Assistants : Elenito Di Liberatore Mauro Tonolini Quatrième arbitre : Antonio Mateu Lahoz Cinquième arbitre : Pau Cebrián Devís Arbitre vidéo : Massimiliano Irrati Assistants arbitre vidéo : Paweł Gil Carlos Astroza Daniele Orsato Homme du Match : Neymar |

### Quart de finale

#### Brésil - Belgique
| Match 58                                                   | Brésil                                  | 1 - 2   | Belgique                                                     | Kazan Arena, Kazan                             |                                                |
| 6 juillet 2018 · 21:00 (UTC+3) · Historique des rencontres | (Philippe Coutinho ) Renato Augusto 76e | (0 - 2) | 13e (csc) Fernandinho · 31e Kevin De Bruyne (Romelu Lukaku ) | Spectateurs : 42 873 Arbitrage : Milorad Mažić | Spectateurs : 42 873 Arbitrage : Milorad Mažić |
| 6 juillet 2018 · 21:00 (UTC+3) · Historique des rencontres | Rapport                                 |         |                                                              | Spectateurs : 42 873 Arbitrage : Milorad Mažić | Spectateurs : 42 873 Arbitrage : Milorad Mažić |

| Brésil | Belgique |

| Brésil :        |    |                   |     |     |
|                 |    |                   |     |     |
| Gardien de but  | 01 | Alisson           |     |     |
|                 | 22 | Fagner            | 90e |     |
|                 | 02 | Thiago Silva      |     |     |
|                 | 03 | Miranda           |     |     |
|                 | 12 | Marcelo           |     |     |
|                 | 15 | Paulinho          |     | 73e |
|                 | 17 | Fernandinho       | 85e |     |
|                 | 19 | Willian           |     | 46e |
|                 | 11 | Philippe Coutinho |     |     |
|                 | 10 | Neymar            |     |     |
|                 | 09 | Gabriel Jesus     |     | 58e |
| Remplaçants :   |    |                   |     |     |
|                 | 20 | Roberto Firmino   |     | 46e |
|                 | 07 | Douglas Costa     |     | 58e |
|                 | 08 | Renato Augusto    |     | 73e |
| Sélectionneur : |    |                   |     |     |
| Tite            |    |                   |     |     |

| Belgique :       |    |                   |     |     |
|                  |    |                   |     |     |
| Gardien de but   | 01 | Thibaut Courtois  |     |     |
|                  | 02 | Toby Alderweireld | 47e |     |
|                  | 04 | Vincent Kompany   |     |     |
|                  | 05 | Jan Vertonghen    |     |     |
|                  | 15 | Thomas Meunier    | 71e |     |
|                  | 08 | Marouane Fellaini |     |     |
|                  | 06 | Axel Witsel       |     |     |
|                  | 22 | Nacer Chadli      |     | 83e |
|                  | 07 | Kevin De Bruyne   |     |     |
|                  | 09 | Romelu Lukaku     |     | 87e |
|                  | 10 | Eden Hazard       |     |     |
| Remplaçants :    |    |                   |     |     |
|                  | 03 | Thomas Vermaelen  |     | 83e |
|                  | 17 | Youri Tielemans   |     | 87e |
| Sélectionneur :  |    |                   |     |     |
| Roberto Martínez |    |                   |     |     |

| Assistants : Milovan Ristić Dalibor Đurđević Quatrième arbitre : Jair Marrufo Cinquième arbitre : Corey Rockwell Arbitre vidéo : Daniele Orsato Assistants arbitre vidéo : Paweł Gil Mark Borsch Felix Zwayer Homme du Match : Kevin De Bruyne |

## Statistiques

### Temps de jeu
| Joueur            |          |          |          |          |          | TT       | But inscrit | Passe décisive | MJ       | MT       | Légende |
| ----------------- | -------- | -------- | -------- | -------- | -------- | -------- | ----------- | -------------- | -------- | -------- | --- |
| Gardiens          | Gardiens | Gardiens | Gardiens | Gardiens | Gardiens | Gardiens | Gardiens    | Gardiens       | Gardiens | Gardiens | Abréviations et symboles : TT : Total de minutes jouées MJ : Nombre de matchs joués MT : Matchs joués en tant que titulaire : but (csc) : but contre son camp : passe décisive : joueur entré : joueur remplacé : capitaine : carton jaune : carton rouge |
| Alisson           | 90       | 90       | 90       | 90       | 90       | 450      | -           | -              | 5        | 5        | Abréviations et symboles : TT : Total de minutes jouées MJ : Nombre de matchs joués MT : Matchs joués en tant que titulaire : but (csc) : but contre son camp : passe décisive : joueur entré : joueur remplacé : capitaine : carton jaune : carton rouge |
| Ederson           | -        | -        | -        | -        | -        | -        | -           | -              | -        | -        | Abréviations et symboles : TT : Total de minutes jouées MJ : Nombre de matchs joués MT : Matchs joués en tant que titulaire : but (csc) : but contre son camp : passe décisive : joueur entré : joueur remplacé : capitaine : carton jaune : carton rouge |
| Cássio            | -        | -        | -        | -        | -        | -        | -           | -              | -        | -        | Abréviations et symboles : TT : Total de minutes jouées MJ : Nombre de matchs joués MT : Matchs joués en tant que titulaire : but (csc) : but contre son camp : passe décisive : joueur entré : joueur remplacé : capitaine : carton jaune : carton rouge |
| Défenseurs        |          |          |          |          |          |          |             |                |          |          | Abréviations et symboles : TT : Total de minutes jouées MJ : Nombre de matchs joués MT : Matchs joués en tant que titulaire : but (csc) : but contre son camp : passe décisive : joueur entré : joueur remplacé : capitaine : carton jaune : carton rouge |
| Danilo            | 90       | -        | -        | -        | -        | 90       | -           | -              | 1        | 1        | Abréviations et symboles : TT : Total de minutes jouées MJ : Nombre de matchs joués MT : Matchs joués en tant que titulaire : but (csc) : but contre son camp : passe décisive : joueur entré : joueur remplacé : capitaine : carton jaune : carton rouge |
| Fagner            | -        | 90       | 90       | 90       | 90       | 360      | -           | -              | 4        | 4        | Abréviations et symboles : TT : Total de minutes jouées MJ : Nombre de matchs joués MT : Matchs joués en tant que titulaire : but (csc) : but contre son camp : passe décisive : joueur entré : joueur remplacé : capitaine : carton jaune : carton rouge |
| Marcelo           | 90       | 90       | 10       | -        | 90       | 280      | -           | -              | 4        | 4        | Abréviations et symboles : TT : Total de minutes jouées MJ : Nombre de matchs joués MT : Matchs joués en tant que titulaire : but (csc) : but contre son camp : passe décisive : joueur entré : joueur remplacé : capitaine : carton jaune : carton rouge |
| Filipe Luís       | -        | -        | 80       | 90       | -        | 170      | -           | -              | 2        | 1        | Abréviations et symboles : TT : Total de minutes jouées MJ : Nombre de matchs joués MT : Matchs joués en tant que titulaire : but (csc) : but contre son camp : passe décisive : joueur entré : joueur remplacé : capitaine : carton jaune : carton rouge |
| Thiago Silva      | 90       | 90       | 90       | 90       | 90       | 450      | 1           | -              | 5        | 5        | Abréviations et symboles : TT : Total de minutes jouées MJ : Nombre de matchs joués MT : Matchs joués en tant que titulaire : but (csc) : but contre son camp : passe décisive : joueur entré : joueur remplacé : capitaine : carton jaune : carton rouge |
| Marquinhos        | -        | -        | -        | 0        | -        | 0        | -           | -              | 1        | -        | Abréviations et symboles : TT : Total de minutes jouées MJ : Nombre de matchs joués MT : Matchs joués en tant que titulaire : but (csc) : but contre son camp : passe décisive : joueur entré : joueur remplacé : capitaine : carton jaune : carton rouge |
| Miranda           | 90       | 90       | 90       | 90       | 90       | 450      | -           | -              | 5        | 5        | Abréviations et symboles : TT : Total de minutes jouées MJ : Nombre de matchs joués MT : Matchs joués en tant que titulaire : but (csc) : but contre son camp : passe décisive : joueur entré : joueur remplacé : capitaine : carton jaune : carton rouge |
| Pedro Geromel     | -        | -        | -        | -        | -        | -        | -           | -              | -        | -        | Abréviations et symboles : TT : Total de minutes jouées MJ : Nombre de matchs joués MT : Matchs joués en tant que titulaire : but (csc) : but contre son camp : passe décisive : joueur entré : joueur remplacé : capitaine : carton jaune : carton rouge |
| Milieux           |          |          |          |          |          |          |             |                |          |          | Abréviations et symboles : TT : Total de minutes jouées MJ : Nombre de matchs joués MT : Matchs joués en tant que titulaire : but (csc) : but contre son camp : passe décisive : joueur entré : joueur remplacé : capitaine : carton jaune : carton rouge |
| Casemiro          | 60       | 90       | 90       | 90       | -        | 330      | -           | -              | 4        | 4        | Abréviations et symboles : TT : Total de minutes jouées MJ : Nombre de matchs joués MT : Matchs joués en tant que titulaire : but (csc) : but contre son camp : passe décisive : joueur entré : joueur remplacé : capitaine : carton jaune : carton rouge |
| Paulinho          | 67       | 68       | 66       | 80       | 73       | 354      | 1           | -              | 5        | 5        | Abréviations et symboles : TT : Total de minutes jouées MJ : Nombre de matchs joués MT : Matchs joués en tant que titulaire : but (csc) : but contre son camp : passe décisive : joueur entré : joueur remplacé : capitaine : carton jaune : carton rouge |
| Renato Augusto    | 23       | -        | 10       | -        | 17       | 50       | 1           | -              | 3        | -        | Abréviations et symboles : TT : Total de minutes jouées MJ : Nombre de matchs joués MT : Matchs joués en tant que titulaire : but (csc) : but contre son camp : passe décisive : joueur entré : joueur remplacé : capitaine : carton jaune : carton rouge |
| Philippe Coutinho | 90       | 90       | 80       | 86       | 90       | 436      | 2           | 2              | 5        | 5        | Abréviations et symboles : TT : Total de minutes jouées MJ : Nombre de matchs joués MT : Matchs joués en tant que titulaire : but (csc) : but contre son camp : passe décisive : joueur entré : joueur remplacé : capitaine : carton jaune : carton rouge |
| Fernandinho       | 30       | 0        | 24       | 10       | 90       | 154      | -           | -              | 5        | 1        | Abréviations et symboles : TT : Total de minutes jouées MJ : Nombre de matchs joués MT : Matchs joués en tant que titulaire : but (csc) : but contre son camp : passe décisive : joueur entré : joueur remplacé : capitaine : carton jaune : carton rouge |
| Fred              | -        | -        | -        | -        | -        | -        | -           | -              | -        | -        | Abréviations et symboles : TT : Total de minutes jouées MJ : Nombre de matchs joués MT : Matchs joués en tant que titulaire : but (csc) : but contre son camp : passe décisive : joueur entré : joueur remplacé : capitaine : carton jaune : carton rouge |
| Willian           | 90       | 46       | 90       | 90       | 46       | 362      | -           | 1              | 5        | 5        | Abréviations et symboles : TT : Total de minutes jouées MJ : Nombre de matchs joués MT : Matchs joués en tant que titulaire : but (csc) : but contre son camp : passe décisive : joueur entré : joueur remplacé : capitaine : carton jaune : carton rouge |
| Attaquants        |          |          |          |          |          |          |             |                |          |          | Abréviations et symboles : TT : Total de minutes jouées MJ : Nombre de matchs joués MT : Matchs joués en tant que titulaire : but (csc) : but contre son camp : passe décisive : joueur entré : joueur remplacé : capitaine : carton jaune : carton rouge |
| Taison            | -        | -        | -        | -        | -        | -        | -           | -              | -        | -        | Abréviations et symboles : TT : Total de minutes jouées MJ : Nombre de matchs joués MT : Matchs joués en tant que titulaire : but (csc) : but contre son camp : passe décisive : joueur entré : joueur remplacé : capitaine : carton jaune : carton rouge |
| Neymar            | 90       | 90       | 90       | 90       | 90       | 450      | 2           | 1              | 5        | 5        | Abréviations et symboles : TT : Total de minutes jouées MJ : Nombre de matchs joués MT : Matchs joués en tant que titulaire : but (csc) : but contre son camp : passe décisive : joueur entré : joueur remplacé : capitaine : carton jaune : carton rouge |
| Gabriel Jesus     | 79       | 90       | 90       | 90       | 58       | 407      | -           | 1              | 5        | 5        | Abréviations et symboles : TT : Total de minutes jouées MJ : Nombre de matchs joués MT : Matchs joués en tant que titulaire : but (csc) : but contre son camp : passe décisive : joueur entré : joueur remplacé : capitaine : carton jaune : carton rouge |
| Roberto Firmino   | 11       | 22       | -        | 4        | 44       | 81       | 1           | -              | 4        | -        | Abréviations et symboles : TT : Total de minutes jouées MJ : Nombre de matchs joués MT : Matchs joués en tant que titulaire : but (csc) : but contre son camp : passe décisive : joueur entré : joueur remplacé : capitaine : carton jaune : carton rouge |
| Douglas Costa     | -        | 44       | -        | -        | 32       | 76       | -           | 1              | 2        | -        | Abréviations et symboles : TT : Total de minutes jouées MJ : Nombre de matchs joués MT : Matchs joués en tant que titulaire : but (csc) : but contre son camp : passe décisive : joueur entré : joueur remplacé : capitaine : carton jaune : carton rouge |
| TOTAL             |          |          |          |          |          |          |             |                |          |          | Abréviations et symboles : TT : Total de minutes jouées MJ : Nombre de matchs joués MT : Matchs joués en tant que titulaire : but (csc) : but contre son camp : passe décisive : joueur entré : joueur remplacé : capitaine : carton jaune : carton rouge |
| Équipe du Brésil  | 90       | 90       | 90       | 90       | 90       | 450      | 8           | 6              | 5        | -        | Abréviations et symboles : TT : Total de minutes jouées MJ : Nombre de matchs joués MT : Matchs joués en tant que titulaire : but (csc) : but contre son camp : passe décisive : joueur entré : joueur remplacé : capitaine : carton jaune : carton rouge |

| Buts  | Joueurs           | Adversaires         |
| ----- | ----------------- | ------------------- |
| 2     | Philippe Coutinho | Suisse, Costa Rica  |
| 2     | Neymar            | Costa Rica, Mexique |
| 1     | Paulinho          | Serbie              |
| 1     | Thiago Silva      | Serbie              |
| 1     | Roberto Firmino   | Mexique             |
| 1     | Renato Augusto    | Belgique            |
| TOTAL | 8 BUTS            | 8 BUTS              |

| Passes | Joueurs            | Adversaires        |
| ------ | ------------------ | ------------------ |
| 2      | Philippe Coutinho  | Serbie, Belgique   |
| 1      | Gabriel Jesus      | Costa Rica         |
| 1      | Douglas Costa      | Costa Rica         |
| 1      | Neymar             | Serbie             |
| 1      | Willian            | Mexique            |
| TOTAL  | 6 PASSES DÉCISIVES | 6 PASSES DÉCISIVES |